# Larangan (Candi)
Larangan is een bestuurslaag in het regentschap Sidoarjo van de provincie Oost-Java, Indonesië. Larangan telt 8629 inwoners (volkstelling 2010).